# Centro Regional de las Artes de Michoacán
El Centro Regional de las Artes de Michoacán, también conocido como “Centro de las Artes de Zamora”, es un recinto cultural ubicado en la ciudad mexicana de Zamora de Hidalgo en el estado de Michoacán de Ocampo. El edificio del recinto está conformado por una estructura en acero de gran dimensión, de estilo moderno, diseñado por el arquitecto mexicano Francisco Serrano Cacho.
Por su diseño, dimensiones y el lugar en el que fue construido, el inmueble no ha estado exento de la polémica ciudadana a raíz de su localización en medio de emblemáticos edificios históricos de la ciudad de Zamora de Hidalgo. Ya que se encuentra a un costado del atrio del templo neogótico Santuario Guadalupano (uno de los recintos religiosos más grandes del mundo), sobre lo que fue una calle que fue cerrada al tránsito vehicular y a un lado de un histórico teatro neoclásico el Teatro Obrero de Zamora (o “Teatro de la Ciudad de Zamora”). Se ha considerado que el diseño modernista del edificio contrasta notoriamente el contexto y la fisonomía urbana del lugar.
Actualmente en el recinto cultural se imparten diversas clases artísticas, cuenta con salas para exposiciones temporales y librería de temática cultural. 

## Historia
El Centro Regional de las Artes de Michoacán fue una iniciativa cultural del gobierno federal durante la administración del Presidente de México Vicente Fox, contando con apoyo del gobierno estatal de Michoacán y el municipio de Zamora de Hidalgo. La obra buscaba sumarse a otros centros culturales que se edificaron en el país en el periodo presidencial, para ser centros de desarrollo cultural regional en el área de influencia en que se encuentren. Formado así parte de la red de los centros de las artes del CENART.
El diseño del proyecto fue mediante un concurso donde se invitó a participar a siete despachos de arquitectos mexicanos entre los que se encontraban Enrique Norten con José M. Castillo, Mauricio Rocha con Miguel Adriá, Gonzalo Gómez Palacios, el arquitecto Cabrera y Francisco Serrano Cacho, quien resultó ganador. El proyecto se definió en abril del 2004. El costo de la inversión del recinto fue de 20 millones de dólares.
El centro cultural fue inaugurado en el año 2006 por el presidente de México Vicente Fox Quezada y el gobernador de Michoacán Lázaro Cárdenas Batel. Actualmente el recinto depende de la Secretaría de cultura del estado de Michoacán. El edificio contrasta con el Santuario Guadalupano, dado que este es neoclásico.

## Desperfectos
Dejando de lado el contrastante diseño arquitectónico del proyecto hay muchos desperfectos resultado de la rápida construcción ya que antes de terminar el sexenio el presidente Vicente Fox Quesada debía inaugurarlo. Hoy en día sufre de grandes desprendimientos en la bóveda del segundo nivel, muchos de los tragaluces del estacionamiento están completamente deshechos, sin mencionar el continuo desperdicio de agua que se da en el estacionamiento del lugar, dado que al estar haciendo las excavaciones para la colocación de los cimientos, se descubrió un ojo de agua, que si bien se pudo haber aprovechado para muchísimos fines tanto turísticos como de control de agua potable, hoy en día se desperdician litros y litros de agua que brota por el suelo del lugar. En Zamora, ya es un referente para la ubicación de lugar, y se le conoce como el "TITANIC" pues tiene la forma de barco, además del desperfecto del agua.

## Descripción arquitectónica
El inmueble principal del Centro Regional de las Artes de Michoacán se presenta como un gran edificio horizontal elevado, de diseño moderno contemporáneo. Es una estructura fabricada completamente en acero, pintada en color blanco y recubierto en cristal. El edificio elevado es de dos crujías y presenta como dimensiones de superficie 15 m de ancho por 120 m de largo. Todos los talleres se ubican en una gran planta de 30 m × 105 m con altura de 6 m, lo que permite la flexibilidad de los espacios y propicia la fácil comunicación entre usuarios, por la circulación en forma trapezoidal...
Las fachadas del edificio están recubiertas de cristal especial tipo “u glass”, permitiendo el control de la iluminación y ventilación, que son naturales. En su planta baja cuenta con un largo pasaje a manera de portal que sirve como vestíbulo, el cual presenta un piso perforado que se ilumina. Cuenta con un estacionamiento semi-excavado para 106 automóviles, el cual presenta ventilación perimetral e iluminación natural por la losa perforada en el piso del portal.
Las instalaciones comprenden: 
- Áreas técnicas y administrativas 1273.35 m²
- Áreas por especialidad (pintura y escultura) 1787.5 m²
- Áreas de especialidades y difusión (danza) 1979.9 m²
- Áreas de residencias para maestros 305 m²
- Servicios exteriores (vigilancia) 54 m²
- Servicios generales (cafetería, cocina, bodega) 624 m²